# 다치바나 아유무
다치바나 아유무(일본어: 立花 歩夢, 1995년 11월 4일 ~ )는 일본의 축구 선수이다. 포지션은 공격수이다.

## 구단 경력
그는 2018년 J2리그의 요코하마 FC에 입단했다. 2019년부터 2020년까지 톰벤시 FC와 프레스턴 라이온즈 FC에서 뛰었다. 2020년 J3리그의 SC 사가미하라로 이적했다. 2021년 김포 FC에서 뛰었다.